# Complicachlamys
Complicachlamys is een monotypisch geslacht van tweekleppigen uit de  familie van de Pectinidae (mantelschelpen). 

## Soorten
- Complicachlamys wardiana Iredale, 1939